# Cladocarpus bicuspis
Cladocarpus bicuspis is een hydroïdpoliep uit de familie Aglaopheniidae. De poliep komt uit het geslacht Cladocarpus. Cladocarpus bicuspis werd in 1873 voor het eerst wetenschappelijk beschreven door Sars. 